# 영천 거조사 삼층석탑
영천 은해사 거조암 삼층석탑(永川 銀海寺 居祖庵 三層石塔)은 대한민국 경상북도 영천시 청통면 신원리, 은해사 거조암에 있는 삼층석탑이다. 1985년 8월 5일 경상북도의 문화재자료 제104호로 지정되었다.

## 개요
은해사에 딸린 암자인 거조암 영산전 앞에 서 있는 탑으로, 2층 기단(基壇) 위에 3층의 탑신(塔身)을 올리고 있다.
위층 기단의 네 면과 탑신의 몸돌에는 기둥 모양을 조각하였다. 지붕돌은 네 귀퉁이가 살짝 치켜올라갔고, 밑면에 계단모양의 받침을 새겨 두었다. 꼭대기의 머리장식은 모두 사라져 버린 상태이다.
삼국시대의 것으로 추정된다.

## 현지 안내문
이 탑은 은해사 거조암 영산전 앞에 있으며, 높이 3.15m로 고려시대에 건립된 것으로 추정된다. 탑의 몸돌과 지붕돌 모두 별석으로 되어 있고 기단부의 면석 일부와 지대석은 후대에 보수된 것이다.
우리나라의 보편적인 탑 구조와 마찬가지 상층기단 면석과 각층 몸돌에는 모서리 기둥이 새겨져 있다. 상륜부에는 노반이 남아 있으며 기단에 안기둥 1개를 새긴 점, 덮개돌 상면이 경사진 점, 노반 낙수면이 짧은 점, 추녀가 두껍게 되어 있는 점 등에서 고려시대 석탑의 특징을 잘 나타내고 있다.

## 같이 보기
- 은해사

## 참고 자료
- 영천 은해사 거조암 삼층석탑 - 국가유산청 국가유산포털